# PANOSE
O sistema PANOSE é um método para classificação de tipos de letra, com base em características visuais. Pode ser usado para identificar um tipo de letra desconhecido, a partir de uma imagem de amostra, ou para identificar um tipo de letra que seja muito semelhante visualmente, a partir de uma selecção de tipos de letra.
As definições PANOSE aplicam-se aos alfabetos: latino, Kanji, cirílico e hebraico. O sistema PANOSE original foi desenvolvido em 1985 por Benjamin Bauermeister e produzia um número hexadecimal de 7 dígitos para cada tipo de letra. Mais tarde foi expandido para 10 dígitos de forma a melhorar a classificação e precisão do sistema. Cada dígito desses era definido por determinada métrica visual específica, tal como o peso (weight) di tipo de letra, e a presença ou ausência de serifas.
Como exemplo, os dígitos PANOSE da Times New Roman são:
| Tipo de família       | 2 (Latin text)    |
| Estilo da Serifa      | 2 (Cove)          |
| Peso                  | 6 (Médio)         |
| Proporção             | 3 (Moderno)       |
| Contraste             | 5 (Médio-baixo)   |
| Variação da espessura | 4 (Transacional)  |
| Arm style             | 5 (Straight arms) |
| Forma da letra        | 2 (Redonda)       |
| Midline               | 3 (Standard)      |
| Altura da letra X     | 4 (Alta)          |

O PANOSE foi incorporado em vários tipos de letra digitais, através das metadata tags, em 1992 pela ElseWare Corporation. O sistema de classificação (que utiliza algoritmos para comparação com bases de dados de tipos de letra), os parâmetros de classificação, e as marcas registadas, foram adquiridas pela Hewlett Packard em 1995. Foi também adquirida pela Hewlett Packard na mesma altura a tecnologia Infinifont, um motor de síntese de tipos de letra digitais (font synthesis engine).
Em 1996, durante o processo de desenvolvimento das CSS1 por parte da organização W3C, a Hewlett Packard propôs a inclusão de uma extensão de sintaxe PANOSE para substituição de tipos de letra em páginas da web. Não foi incluído devido a preocupações de licenciamento.